# Kanton Mussy-sur-Seine
Kanton Mussy-sur-Seine (fr. Canton de Mussy-sur-Seine) byl francouzský kanton v departementu Aube v regionu Champagne-Ardenne. Tvořilo ho osm obcí. Zrušen byl po reformě kantonů 2014.

## Obce kantonu
- Celles-sur-Ource
- Courteron
- Gyé-sur-Seine
- Mussy-sur-Seine
- Neuville-sur-Seine
- Plaines-Saint-Lange
- Polisot
- Polisy